# Condado de Elmore (Idaho)
O Condado de Elmore é um dos 44 condados do Estado americano do Idaho. A sede do condado é Mountain Home, que é também a sua maior cidade. O condado tem uma área de 8030 km² (dos quais 59 km² estão cobertos por água), uma população de 29 130 habitantes, e uma densidade populacional de 3,7 hab/km² (segundo o censo nacional de 2000). O condado foi fundado em 1889. Recebeu o seu nome por causa das minas Ida Elmore, que produziam ouro e prata na década de 1860.